# Войцєхи
Войцєхи (пол. Wojciechy, нім. Albrechtsdorf) — село в Польщі, у гміні Бартошиці Бартошицького повіту Вармінсько-Мазурського воєводства.
Населення — 533 особи (2011).

## Історія
- 1335 - створення села командором Балгії Генріхом де Муро
- 1392 - перейшло в руки дворянської сім'ї Малгедінів
- 1414 - знищене польськими і литовськими військами
- 1525-1945 - функціонує протестантська церква
- XVIII ст. - є королівським селом
- 1954-1972 - Войцєцхи були місцеперебуванням Громадської Національної Ради
- 1804 - Битва під Войцєхами між Австрією і Пруссією
- У 1975-1998 роках село належало до Ольштинського воєводства.

## Пам'ятники
Готичний костел святого Анджея Боболі з початку XV ст. У роках 1525-1945 у володінні протестантів, нині знову католицький. Костел обновлюваний в роках 1655, 1818, 2007, 2008 і 2009. Паперть з року 1720, башта з 1751 р., ризниця з 1819 р., старовинний декор інтер'єру (XVII ст.), головний вівтар з 1725 р.

## Інше
Початкова школа у селі Войцєхи
- однозмінна система
- привабливий і ефективний процес навчання
- різноманітні, новаторські методи навчання
- позитивне виховальне середовище
- кваліфіковані педагогічні кадри
- дружня і сердечна атмосфера
- високі дидактичні результати
- хороші локальні умови - естетичні приміщення і зали уроків

## Демографія
Демографічна структура станом на 31 березня 2011 року:
|          | Загалом | Допрацездатний вік | Працездатний вік | Постпрацездатний вік |
| -------- | ------- | ------------------ | ---------------- | -------------------- |
| Чоловіки | 270     | 54                 | 188              | 28                   |
| Жінки    | 263     | 46                 | 159              | 58                   |
| Разом    | 533     | 100                | 347              | 86                   |